# واشوی
واشوی (به لاتین: Wuxue) یک county-level city در جمهوری خلق چین است که در هوانگانگ واقع شده‌است.